# Earina
Earina, rod orhideja iz podtribusa Agrostophyllinae čijih 7 priznatih vrsta raste po jugozapadnom Pacifiku i Novom Zelandu

## Vrste
1. Earina aestivalis Cheeseman
2. Earina autumnalis (G.Forst.) Hook.f.
3. Earina deplanchei Rchb.f.
4. Earina floripecten Kraenzl.
5. Earina mucronata Lindl.
6. Earina sigmoidea T.Hashim.
7. Earina valida Rchb.f.